# Arthur Rosenberg
Arthur Rosenberg (Berlin, 1889. december 19. – New York, 1943. február 7.) német marxista forradalmár, politikus és történész.

## Élete és munkássága
Sziléziai eredetű, német zsidó középosztálybeli családban született, de asszimilációs környezetben, lutheránusként nevelkedett. Szüleit korán elvesztette. A Gustav Levinstein Alapítvány ösztöndíja tette lehetővé számára, hogy elvégezze a középiskolát. 1907-ben kitűnő eredménnyel végezte Berlin egyik elit gimnáziumát. Ugyanebben az évben megkapta a német állampolgárságot, mivel addig hontalan volt. 1907-től 1911-ig Európa egyik legnagyobb presztízsű felsőoktatási intézményében, a berlini Friedrich-Wilhelm Egyetemen ókori történelmet, filológiát, régészetet hallgatott. Tanára, Eduard Meyer korának elismert ókortörténésze volt. Doktori értekezését Meyer és Otto Hirschfeld vezetése alatt, Untersuchungen zur römischen Zenturienverfassung címmel írta, s az ókori Róma alkotmánytörténetének szakértőjévé vált. A dolgozat bővített verziója publikálásra került, díjat nyert, s megnyitotta az akadémiai karrier lehetőségét számára. 1914-ben, mindössze 25 évesen benyújtotta egyetemi habilitációs dolgozatát (Der Staat der alten Italiker: Verfassung der Latiner, Osker und Etrusker). A világháború kitörésekor egyetemi magándocensi kinevezést kapott.
1915-től számos kortársához hasonlóan önkéntes szolgálatot teljesített a császári hadseregben, ahol a Hadi Sajtóhivatalnál (Kriegspresseamt) tevékenykedve kapcsolatba került Erich Ludendorff tábornokkal, de szolgált a nyugati fronton is. Generációjához hasonlóan kiábrándult a régi társadalmi rendből, a nacionalizmusból, amely az első világháború értelmetlen öldöklésében tetőzött Európa csataterein.
Az 1918 novemberében csatlakozott az újonnan alakult Németország Független Szociáldemokrata Pártjához (USPD), majd 1920-ban, amikor a párt ketté szakadt, a radikálisokkal együtt belépett Németország Kommunista Pártjába (KPD). 1921-ben, kommunista képviselőként tagja volt Berlin városi tanácsának. A párt gyűlésein elmondott beszédei ismertté tették személyét.
Rosenberg a KPD másként gondolkodó balszárnyának teoretikusaként tűnt fel, mely folyamatos frakcióharcot vívott a pártvezetéssel, aminek élén Heinrich Brandler és August Thalheimer állt. Rosenberget a Berlin városi pártvezetés balszárnya egyik meghatározó alakjának és azon elmélet szószólójának tekintették, mely szerint a KPD-nek forradalmi offenzívára kell törekednie a weimari állammal szemben.
1924 áprilisában a balszárny vezető szerepre tett szert a KPD-ben, s Rosenberget beválasztották a párt Központi Bizottságába, úgyszintén a Komintern 5. Kongresszusának küldöttei közé és ugyanebben az évben a Komintern Végrehajtó Bizottsága tagjává. Amikor további frakcióharcok söpörtek keresztül a KPD-n, Rosenberg ultra-baloldali irányzatát vitte tovább, melynek Werner Scholem, Iwan Katz és Karl Korsch is tagja volt. 1925 júniusától ez a csoport kegyvesztett lett Moszkvában, minek következtében a Komintern VB intencióinak megfelelően a KPD új Központi Bizottságot választott. Ez az ügy a továbbiakban aláásta Rosenberg frakciós csoportját. A kritika ellenére Rosenberg a Komintern 1926 februári, 6. kibővített plénumának küldötte lett, amelyen részt vett.
1927-ben a balszárny kizárása következett a KPD-ben, de Rosenberg maga nem volt érintett ezekben az ügyekben. Ennek ellenére 1927 áprilisában kilépett a KPD-ből, tevékenysége eltávolodott a politika világától, s a tudományos kutatás területén bontakozott ki. Tanított a Berlini Egyetemen és az Emberi Jogok Ligájának vezetője volt.

## Emigrációs évek
A náci hatalomátvétel után zsidó származása miatt eltávolították az egyetemről. Rosenberg előbb Svájcba, majd az Egyesült Királyságba emigrált. 1934-től 1937-ig történelmet tanított a Liverpooli Egyetemen. 1937-ben továbbment az Egyesült Államokba, ahol a Brooklyn College professzori állását töltötte be. Ott tanított és írt élete hátra lévő részében. 1943. február 7-én New York City-ben hunyt el.

## Öröksége
Az 1960-as években elkezdődött könyveinek újra kiadása, mely a német történészek munkái sorában szélesebb körben is felkeltett iránta a közfigyelmet.

## Művei
- Demokratie und Klassenkampf im Altertum. Bielefeld 1921. Újabb kiadás: Ahriman Verlag, Freiburg 2007, ISBN 978-3-8948-4810-1.
- Die Entstehung der deutschen Republik 1871–1918. Berlin 1928
- Entstehung und Geschichte der Weimarer Republik. 1928–1935. Újabb kiadások: 1955, Frankfurt 1980, ISBN 3434000038; 1991; angol fordításban is
- Geschichte des Bolschewismus: Von Marx bis zur Gegenwart. Berlin 1932 (angol, francia, olasz, norvég, héber fordításokban is)
- Der Faschismus als Massenbewegung: sein Aufstieg und seine Zersetzung. Karlsbad 1934
- Geschichte der deutschen Republik. Karlsbad 1935
- Demokratie und Sozialismus. Amsterdam 1938
- Demokratie und Klassenkampf. 1938 (angolul is)

## Fordítás
- Ez a szócikk részben vagy egészben a Arthur Rosenberg című angol Wikipédia-szócikk ezen változatának fordításán alapul.  Az eredeti cikk szerkesztőit annak laptörténete sorolja fel. Ez a jelzés csupán a megfogalmazás eredetét és a szerzői jogokat jelzi, nem szolgál a cikkben szereplő információk forrásmegjelöléseként.